# Rudný důl Karel
Rudný důl Karel (Hackelsberg) byl středověký rudný důl na katastrálním území Heřmanovice v okrese Bruntál. Důlní dílo je dokladem středověké těžby. Důl Karel byl 23. srpna 1994 Ministerstvem kultury České republiky prohlášen kulturní památkou Česka.

## Popis
Rudný důl se nachází v hřebenové oblasti Příčného vrchu, východně od Starohoří. Důl zaujímá plochu 700×150 m s pozůstatky po těžbě zlata s krátkými štolami na zbytcích dobývacích polí. Dolování se předpokládá už od 14. století. V 19. století byl důl pod názvem Carolus propůjčen Moritzi Richtrovi z Vrbna. Hlavním objektem je ručně sekaný komín hluboký 40 m se štolou 160 metrů dlouhou, která je zavalená. V roce 1986 byly důlní prostory zkoumány speleologickou skupinou Hádes, která objevila dva slepé komíny, které byly vystrojeny dřevěným potrubím. Většina dobývek byla pod úrovni štoly a byla zatopena vodou. Důl je nepřístupný, ale otevřený, protože je zimovištěm netopýrů.